# Суходоево
Суходоево — опустевшая деревня в Мари-Турекском районе Республики Марий Эл России. Входит в состав Хлебниковского сельского поселения.

## География
Деревня находится в восточной части республики, в зоне хвойно-широколиственных лесов, в пределах Мари-Турекского плато, на берегах реки Барабошки, на расстоянии примерно 28 километров (по прямой) к юго-востоку от посёлка городского типа Мари-Турек, административного центра района. Абсолютная высота — 157 метров над уровнем моря.

### Климат
Климат характеризуется как умеренно континентальный, с умеренно холодной снежной зимой и относительно тёплым летом. Среднегодовая температура воздуха — 2,2 °С. Средняя температура воздуха самого тёплого месяца (июля) — 18,5 °C (абсолютный максимум — 38 °С); самого холодного (января) — −14 °C (абсолютный минимум — −48 °С). Продолжительность периода с устойчивыми морозами — в среднем 127 дней. Среднегодовое количество атмосферных осадков составляет 496 мм, из которых около 70 % выпадает в тёплый период период.

## История
Деревня основана в 1831 году переселенцами из Уржумского уезда Вятской губернии. Местное название деревни - Филино. В 1859 году в деревне проживали 293 жителя, в 1891 году было 24 двора, в 1923 году было 35 дворов и 218 жителей, в 1933 году 262 человека. В 1940 году в деревне осталось  180 человек. К 1944 году в деревне насчитывалось 44 двора, 149 жителей, в 1959 в деревне проживали 120 человек, в 1970 году было 111, в 1979 году - 33. В 2000 году оставалось 2 двора. В советское время работали колхозы  "Пробуждение",имени Тельмана и совхоз имени Кирова.

### Часовой пояс
Деревня Суходоево, как и вся Марий Эл, находится в часовой зоне МСК (московское время). Смещение применяемого времени относительно UTC составляет +3:00.

## Население
| 2002 | 2010 |
| ---- | ---- |
| 0    | →0   |